# Typhlotanais rotundirostris
Typhlotanais rotundirostris är en kräftdjursart som beskrevs av Lang 1970. Typhlotanais rotundirostris ingår i släktet Typhlotanais och familjen Nototanaidae. Inga underarter finns listade i Catalogue of Life.